# 荷蘭皇家海軍陸戰隊
海軍陸戰隊（荷蘭語：Korps Mariniers）是荷蘭皇家海軍中的兩棲作戰部隊。士兵接受培訓可以在世界任何地方的所有環境下，不論任何條件都可作快速反應的部隊。在48小時內佈署到任何地方。他們的座右銘是Qua Patet Orbis  （“沒有到不了的地方”）。

## 歷史
海軍陸戰隊成立於1665年12月10日的第二次英荷戰爭，荷蘭共和國的民間領袖約翰德威特和海軍上將米希爾德賴特所創。它的領導人是威廉約瑟夫凡特 。荷蘭在第一次英荷戰爭 普遍把一般士兵運用在船隻的戰鬥上。這是歐洲第5支海軍陸戰隊，在之前有西班牙的海軍步兵（1537）、葡萄牙海軍陸戰隊（1610）、法國的海軍陸戰隊（1622）和英國皇家海軍陸戰隊（1664）。就像英國，荷蘭有好幾次解散海軍陸戰隊。在1810年至1813年荷蘭被法國拿破崙王朝占領時。在1801年3月20號就有人提議創建新的海軍陸戰隊，在1806年8月14日時巴達維亞共和國（即荷蘭）國王路易波拿巴（拿破崙之弟）決定創建海軍陸戰隊。海軍陸戰隊始於1814年，於1817年接受其目前的名稱。
海軍陸戰隊曾占領以下地方：英國查塔姆（1667年）、Kijkduin（1673）、Sennefe（1674）、西班牙、多格群島（1781）、西印度群島、阿爾及爾（1816年）、亞齊、巴里島、鹿特丹（1940）、爪哇海（1942）、Java和Madoera（1947-1948年）和新幾內亞（1962年）。
在1667年海軍上將根特率領部隊和英國人托馬斯上校發生戰鬥，在英格蘭肯特郡梅德韋港附近發生的突襲梅德韋港一戰中（6月10日－14日），荷蘭海軍陸戰隊扮演關鍵的攻擊角色。荷蘭海軍陸戰隊是少數占領過英國領土的外國部隊。在7月2日荷蘭軍襲擊Landguard堡附近的哈里奇，約1.500在Woodrich登陸並擊敗堡壘的駐軍。
海軍陸戰隊還參與過法荷戰爭／第三次英荷戰爭 。在1672年6月29日海軍加入索爾貝戰役（6月7日），三分之二的海軍陸戰隊員撤離艦隊編為一個旅，用以抵擋英國入侵的軍隊換作為僱傭軍，因此死板的系統導致行政效率變低。在1673年8月21日他們回到自己的船隻及時幫助海軍阻止入侵的英法聯軍史稱太克斯戰役。在1674年海軍陸戰隊甚至反攻到法國領土。
由於荷蘭支持美國獨立導致第四次英荷戰爭 ，荷蘭派遣海軍陸戰隊到多格滩海域一帶支援。
在1704年，荷蘭海軍陸戰隊和英國成功的聯手防禦直布羅陀。直到1816年英國再度攻擊阿爾及爾 。
海軍陸戰隊曾被派到荷屬東印度的殖民地。從19世紀50年代荷蘭採取了漸進式的征服以鞏固在殖民地的統治地位直到第一次世界大戰 。這段期間曾發生過亞齊戰爭（1873年至1913年）和巴里島戰役。
在第二次世界大戰中一支海軍陸戰隊從荷屬東印度調到鹿特丹增援，並成功防衛馬斯河上的橋樑，防止德國傘兵進攻。德國為了打破僵局而轟炸鹿特丹，並於1940年瓦解荷蘭海軍陸戰隊的力量。
當被宣布投降的荷蘭士兵走出陣地後，德國指揮官預料有相當多數的陸戰隊士兵走出來，沒想到守在鎮地的荷蘭士兵根本就不多。他下令他的部下對陸戰隊士兵的勇敢和決心致敬，陸戰隊黑魔鬼「Zwarte duivels」（得源於荷蘭陸戰隊的黑色軍服）的稱號也在此時響亮了起來。
有些陸戰對士兵後來加入了艾琳公主旅對抗德國。在1944年秋季他們在蒂爾堡獲得極大的勝利。
1943年起荷蘭海軍陸戰隊和美國海軍陸戰隊在北卡羅來納州訓練，準備奪回被日本皇軍占領的荷屬東印度。在日本投降之前海軍陸戰隊在1945年抗擊印尼國民革命的獨立運動。這只是一小部分的陸戰隊。他們在1949年解散。
荷蘭陸戰隊一直在西新幾內亞和印尼國民革命組織戰鬥，直到1962年印尼獲得獨立。同年仍然攻入此地把該地納入印尼版圖 。
於2009年5月29日一位前荷蘭海軍陸戰隊指揮官馬可波羅克朗 ，被授予威廉軍徽 -荷蘭最高軍徽。

### 現代
1977年6月11日，一群武裝分子來自南摩鹿加的德平特村，衝進德倫特省挾持人質，5月23日海軍陸戰隊將人質救出。六架荷蘭皇家空軍的F-104星式戰鬥機對火車攻擊。6名恐怖分子和兩名人質死於攻堅中。荷蘭海軍陸戰隊儼然是支反恐部隊。
海軍陸戰隊最近在世界各地都有出過任務。

1992年2月18日- 1993年11月18日：聯合國駐柬埔寨過渡時期權力機構（聯柬權力機構）。
- 1991年巴黎和平條約之後柬埔寨內戰結束，三個海軍陸戰營和一家海軍野戰醫院（FDS）駐紮在柬埔寨。

1995年-至今：前南斯拉夫、波斯尼亞、科索沃。

2000年7月28日- 2003年2月7日：聯合國駐埃塞俄比亞和厄立特里亞特派團（埃厄特派團）。

2002年1月11日-至今：部署在阿富汗。
- 國際安全援助部隊（ISAF）多次部屬荷蘭海軍陸戰隊執行任務。在2005年第二陸戰營的野戰醫院被部署在馬扎裡沙里夫以提供選舉期間的安全。海軍陸戰隊和海軍人員也駐紮在巴格蘭省。於2005年他們接替荷蘭空軍和陸軍，2006年10月時，轉由匈牙利軍隊接管。目前，海軍陸戰隊駐紮在烏魯茲甘省的全國民主聯盟 ，以協助阿富汗國民軍招募和訓練新軍事人員。他們也協助坎普荷蘭、塔林庫特的阿富汗部隊訓練 。

2003年8月1日- 2004年：部署在伊拉克 。
- 第二次海灣戰爭兩個營的海軍陸戰隊員被派往伊拉克後，成為伊拉克穩定部隊（SFIR）。他們駐紮在穆薩納省，該地英軍已逐漸撤離。主要基地設在斯密（薩瑪沃）。其他陸戰隊單位分別駐於Ar Rumaythah村和Al Khidr村。2004年後薩瑪沃由日本自衛隊支援群進駐。

03年11月18日- 2004年2月19日：聯合國利比里亞特派團（聯利特派團）。
- 一支駐紮在鹿特丹的荷蘭海軍陸戰排被派遣到該地。

2005-2006年：聯合國組織駐剛果民主共和國特派團（聯剛特派團）
- 當時的聯合國秘書長科菲安南任命海軍陸戰隊少將帕特里克卡馬特被任命為師長。

每年在鹿特丹 的Oostplein廣場都會舉辦海陸戰隊的成立紀念日。

## 架構

荷蘭海軍陸戰隊組織

所有荷蘭海軍陸戰隊的作戰單位隸屬於海軍訓練司令部（MTC）。
MTC是具有一個旅規模的規模，包含兩個營海事（MARNSBATs）（第三個是在加勒比地區 ）的兩棲戰鬥支援大隊（AMFGEVSTBAT）和兩棲後勤營（AMFLOGBAT）

### 營
荷蘭海軍陸戰隊有3個海洋作戰營。兩個營（1MARNSBAT和2MARNSBAT）駐紮在荷蘭。第3陸戰營（3MARNSBAT）有兩個活躍的分部駐紮在加勒比地區：31大隊駐紮在庫拉索和32大隊駐紮在阿魯巴。這些單位的直接隸屬加勒比罕軍司令部 （CZMCARIB）
1MARNSBAT的主要貢獻是在協助英國登陸部隊。2MARNSBAT是主要貢獻士擔任歐洲盟軍司令部機動部隊 (Land) (AMF(L))和歐洲盟軍最高司令部的快速干預部隊 。2MARNSBAT經常參加聯合國特派團和其他國際行動。

#### 1MARNSBAT
1MARNSBAT包括：
- HQ總部
- 2步兵連：第11連是專門山區和極地戰鬥。第13連是專門從事叢林戰。他們配備BvS 10 VIKING全地形裝甲車。
- 第14武力支援連連使用斯派克反坦克導彈和81毫米迫擊砲，其突擊工程隊有部屬海軍陸戰隊狙擊手和偵察兵。

#### 2MARNSBAT
2MARNSBAT包括：
- HQ總部
- 3步兵連：第21連善於叢林戰和河岸戰，第22連BvS 10 VIKING全地形裝甲車和第23連善於 城市戰
- 第24火力支援連配有斯派克反坦克導彈，81毫米迫擊砲，其突擊工程師部屬海軍陸戰隊狙擊手和偵察兵

#### 兩棲戰鬥支援營
兩棲戰鬥支援大隊組成：
- 第2船舶連配有兩棲登陸艦以及兩搶灘裝備以支持海灘登陸戰
- 綜合陸戰隊配有120毫米迫擊砲，偵查員和FIM-92刺針便攜式防空飛彈
- 海軍特戰連

#### 兩棲後勤營
成功的海軍運作需要後勤的支持。這基本上意味著提供運輸，軍需，食品，住房，心理和醫療。這兩棲後勤營負責。其工作人員包括海軍陸戰隊和海軍人員。海軍司令的指示進行物流分配。AMFLOGBAT有2個任務：
- 海軍陸戰隊技術中心
- 提供海軍陸戰隊技術中心可能的訓練

AMFLOGBAT有3個連：
- 第一戰鬥支援連（支援1MARNSBAT）
- 第二戰鬥支援連（支援2MARNSBAT）
- 海軍基地支援小組

### 特種部隊
海上特種作戰部隊（MARSOF）類似英國海軍的特種舟艇隊，是新式的海軍陸戰隊所培訓的特種部隊，其下有山地偵查排和蛙人（潛水突擊員）排。新的路戰隊培訓時間約40週，符合資格的陸戰隊員將會派駐到遠程偵察機協助海上反恐。欲加入山區搜救隊或蛙人排的志願者都可以申請培訓這些專長再分發。

## 招聘和培訓
荷蘭海軍陸戰隊是荷蘭最古老的軍隊。把其下的特種部隊算進去他們稱的上是精英中的荷蘭軍隊。
根據教育背景有兩種人可以加入陸戰隊：海軍新兵和陸戰隊文官。
只有男子可以擔任海軍陸戰隊，但許多隸屬海軍陸戰隊的女性海軍人員，負責非戰鬥單位的廚師，管理人員，護士和醫務人員。

### 入伍訓
在荷蘭海軍陸戰隊入伍訓大約持續30個星期（8個月-幾乎相當於英國皇家海軍陸戰隊 ）。他們在鹿特丹受訓。由於非常嚴格和苛刻最後大約只有33％至50％會通過。如果成功完成新兵會領到他們的象徵物“深藍色貝雷帽”，支後會被分發到訓練突擊隊（MTC）。
荷蘭海軍陸戰隊的軍官入伍訓共持續18個月，前半年和一班士兵在荷蘭皇家海軍學院受訓，其次的12個月是在海上實施實際的密集訓練。這部分的入伍訓是模組化的分成3個階段。首先每位未來的陸戰隊成員都要實施基本訓練這大約需要10週。第二階段，即指揮一個部隊共8個海軍陸戰隊士兵。本階段歷時8週，並強調在夜間行動。在最後階段要指揮一排的海軍陸戰隊。這最後一階段是最長的結合英國皇家海軍陸戰隊實施交叉訓練。如果成功完成，他們將被分配到陸戰隊的訓練突擊隊（MTC）。

### 業務培訓
所有的荷蘭海軍陸戰隊的培訓，使其能夠在任何環境，任何情況下執行任務。因此，荷蘭海軍陸戰隊員定期在北極 ， 叢林 ， 沙漠 ， 高原和城市受訓以適應各種環境條件。以便陸戰隊能在世界各地執行任務。兩棲作戰是海軍陸戰隊的專長所在，在入伍訓時他們就被培訓好了。在實際演練有更多條件重於兩棲作戰。

### 專長
經驗豐富的海軍陸戰隊，能獲得不同的專長。海軍陸戰隊的成員擁有多個專長是很常見的。
通用的專長包括：
- 武器訓練
- 體育訓練
- 迫擊砲專長（120毫米迫擊砲）
- 無線電專長
- 弓箭專長
- 狙擊手
- 海洋偵查員
- 戰鬥現場保護
- 軍醫
- 跳傘
- 部隊偵察員
- 特種部隊（ 山地部隊和蛙人部隊以合併成新的海上特種作戰部隊（MARSOF）。符合資格的海軍陸戰隊將受40個星期的培訓。還有特別的福利是山地部隊和蛙人部隊免費享有的。）

其中一些專長要求軍階為下士 ，才能接受專業化的培訓，並且有最高年齡限制。

## 設備

### 裝甲車
坦克
- 156 Bv206 -全地形裝甲車
- 74輛維京全地形裝甲車

運兵車
- 20 Patria XA - 188 -裝甲運兵車和救護車

### 炮兵
- RT- 120（巴哈貝雷伊） - 120毫米迫擊砲
- L16A2 - 81毫米迫擊砲
- 勃蘭特MO - 60 - V- 60毫米突擊迫擊砲

### 登陸艇
- 5 L9525 LCU Mk2 -標準登陸艇
- 12 LCVP Mk5c -車輛人員兩用登陸艇
- 電動橡膠登陸艇

### 其他車輛
- Land Rover Defender 110XD WW
- DAF卡車
- 斯堪尼亞R124CB
- 海灘搶救裝甲車（BARV）

### 单兵武器
- 迪瑪科C7A1 5.56毫米突击步枪
- 迪瑪科C8A1 5.56毫米卡賓槍
- 迪瑪科威盛C7 LSW 5.56毫米轻机枪
- 格洛克17半自動手槍
- FN MAG 7.62毫米通用機槍
- M2HB 12.7毫米（.50口徑）重機槍
- 斯泰爾SSG 69狙擊步槍
- 精密國際AWSM狙擊步槍0.338拉普爾馬格南式
- 巴雷特M107 12.7毫米半自動狙擊步槍
- 巴雷特M99 12.7毫米手動狙擊步槍
- HK MP5冲锋枪
- FN P90衝鋒槍
- M590A1霰彈槍
- AT4反坦克火箭筒
- Panzerfaust 3短距離反坦克武器
- 長釘吉爾型中程反坦克導彈
- FIM-92C 刺針-單兵攜帶地對空導彈

## 英國／荷蘭登陸部隊

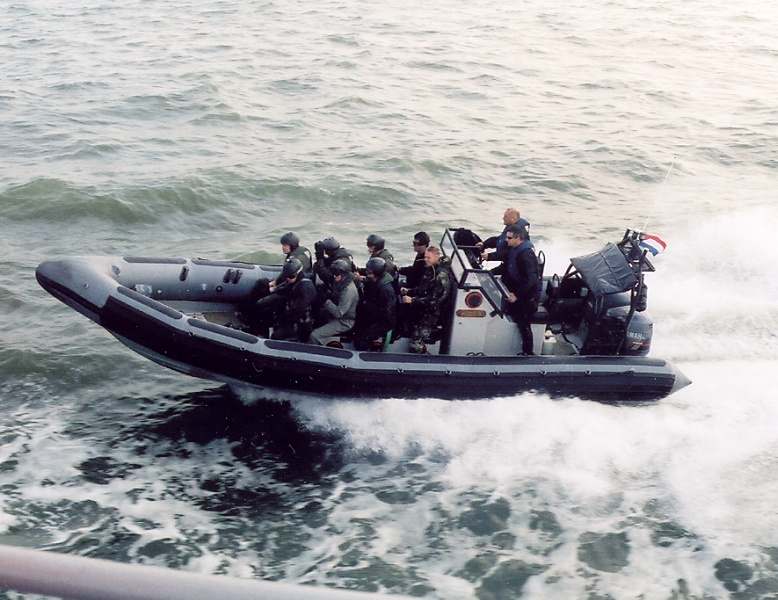
海軍陸戰隊在RHIB

自1973年以來荷蘭海軍陸戰隊和英國第3突擊旅舉辦聯合演習。總之他們組成了英荷聯合登陸部隊。無論是第一或第二海軍陸戰隊都曾為這支聯軍貢獻過。
荷蘭海軍陸戰隊和英國海軍陸戰隊的合作 ，導致業務，後勤和材料的領域擴大。北約內部把此視為軍事一體化的標準。
荷蘭海軍陸戰隊和英國皇家海軍有很長的合作歷史。在1704年西班牙王位繼承戰爭 （1702年至1713年）聯合登陸部隊直接包圍直布羅陀 。在這次行動中，英荷聯軍的指揮官是 王子喬治黑森，達姆施塔特 。兩支陸戰隊一起分享戰勝的榮光。
英國皇家海軍陸戰隊暱稱同行的荷蘭海軍陸戰隊成員是“Cloggies”，由於荷蘭人習慣穿的是木屐。

## 聯盟
- 英國皇家海軍陸戰隊
- 美國海軍陸戰隊 （債券友好）

## 外部連結
- 荷蘭海軍陸戰隊官方網站 （页面存档备份，存于）
- KorpsMariniers.com
- http://www.nimh.nl/korea_tot_kabul/index.html （页面存档备份，存于）